# Шарипов, Иргаш Касымович
Шарипов Эргаш Касымович (14 февраля 1913 — 22 апреля 1945) — советский военнослужащий, командир огневого взвода 1-й батареи 387-го артиллерийского Зволенского орденов Суворова и Богдана Хмельницкого полка, младший лейтенант. Герой Советского Союза.

## Биография
Родился 14 февраля 1913 года в кишлаке Махрам ныне Канибадамского района Согдийской области Таджикистана. Таджик. В 1935—1937 годах проходил срочную службу в Красной Армии. Вернувшись домой, окончил курсы учителей в городе Ташкенте. Работал учителем средней школы в Кулябской области. Член ВКП(б) с 1940 года.
В январе 1943 года был вновь призван в армию и направлен в артиллерийское училище. На фронте с июля 1943 года. К апрелю 1945 года младший лейтенант Шарипов воевал в составе 387-го артиллерийского полка. Отличился в боях при освобождении Чехословакии.
25 марта 1945 года в ходе наступления на город Банска-Бистрица огневой взвод младшего лейтенанта Шарипова действовал в боевых порядках пехоты. Принимая на себя вражеский огонь, выводил пушки на прямую наводку и огнём обеспечивал продвижение пехоты. В числе первых ворвался в город, в уличных боях уничтожил свыше 10 огневых точек противника. Был ранен, но остался в строю.
21-22 апреля в боях с превосходящими силами противника за город Угерски-Брод взвод понёс большие потери. Шарипов сам встал за наводчика и в упор расстреливал наступающих врагов. Был смертельно ранен, но продолжал вести огонь, пока не потерял сознание.
Указом Президиума Верховного Совета СССР от 15 мая 1946 года за образцовое выполнение боевых заданий командования и проявленные при этом мужество и героизм младшему лейтенанту Шарипову Иргашу Касымовичу присвоено звание Героя Советского Союза посмертно.
Награждён орденом Ленина, медалями.
Похоронен в городе Угерски-Брод.
В городе Канибадам имя Героя носит улица, установлен его бюст.